# Filip Švapski
Filip Švapski (* kolovoz 1177.; † ubijen 21. lipnja 1208. u Bambergu)  iz dinastije Staufen bio je od 1190. do 1191. „izabrani“ biskup Würzburga  (a time istovremeno i vojvoda Frankonije“), od 1195. do 1197. markgrof Tuscije, od 1196. do 1208. vojvoda Švapske i od 1198. do 1208. rimsko-njemački kralj.
Filip je bio prvi njemački vladar koji je ubijen za vrijeme vladavine.

## Život
Filip, najmlađi sin cara Fridrika I. Barbarosse i Beatriks od Burgundije, ispočetka se obrazovao za duhovni stalež te je 1189. bio prior u Aachenu, a od 1190. do 1191. bio je  „izabrani“  biskup Würzburga  (a time istovremeno i vojvoda Frankonije). Tek kad su mu starija braća Fridrik i Konrad poginula (Fridrik 1191. u Trećem križarskom ratu), a Konrad 1196. u privatnom sukobu), Filip je napustio duhovni stalež i postao 1195. markgrof Tuscije i vojvoda Švapske.  Od 1198. pa do 1208. bio je rimsko-njemački kralj, od 1205. istovremeno s Welfom Otonom IV. S Filipom je okrunjena i njegova žena, bizantska princeza Irena kojom se oženio 1197. Imali su sedmero djece od kojih su samo četiri kćeri doživjele odraslu dob.
Nakon iznenadne smrti svoga brata cara Henrika VI. godine 1197., čiji sin budući car Fridrik II. tada nije imao niti tri godine, Filipa Švapskog je u ožujku 1198. većina knezova izabrala za kralja. Okrunjen je 8. rujna 1198. u Mainzu krunidbenim insignijama koje su bile u njegovu posjedu. Okrunio ga je međutim neovlašteni koronator burgundski nadbiskup Aimo Tarentaise (koronator rimsko-njemačkih kraljeva bio je nadbiskup Kölna). Krunidba također nije obavljena u Aachenu (mjestu krunidbe rimsko-njemačkih kraljeva) i zato nije imala puni legitimitet. Istovremeno,  antistaufovska grupa oko kölnskog nadbiskupa Adolfa i s potporom engleskog kralja Rikarda Lavljeg Srca izabrala je 9. lipnja 1198. 16.-godišnjeg Otta von Braunschweiga za rimsko-njemačkog kralja. Otto je doduše 12. srpnja 1198. okrunjen „na pravom mjestu“ u Aachenu i okrunio ga je ovlašteni koronator kölnski nadbiskup Adolf pod imenom Oton IV., ali nije imao krunidbenih insignija koje su bile u posjedu Filipa Švapskog. Zbog tog dvostrukog izbora nastala je svađa oko prijestolja rimsko-njemačkog kralja što je 1202. potaknulo papu Inocenta III. da se umiješa. Budući da samo papa može rimskog kralja pomazati, posvetiti i okruniti za cara Svetog Rimskog Carstva, papa ima pravo da ispita izbor kandidata (Deliberatio super facto imperii de tribus electis; RNI 29), argumentirao je Inocent III.  odlučivši se za Otona IV.  Politička igra između Staufovaca, Welfa i pape potrajala je i nakon smrti Filipa Švapskog 1208., sve do smrti njegova protivnika Otona IV., godine 1218.
U vojnim sukobima Filip Švapski bio je uspješniji tako da ga je 6. siječnja 1205. po drugi put, ali ovaj put na pravom mjestu u Aachenu za rimsko-njemačkog kralja okrunio ovlašteni koronator kölnski nadbiskup Adolf.

## Ubojstvo
27. lipnja 1206. Oton IV. poražen je u bitki kod Wassenberga.  Filip mu je nakon toga ponudio svoju najstariju kćer Beatriks za ženu. Bila je to ponuda s neočekivanim posljedicama. Jer, činilo se da je Filipova krunidba za cara još samo fomalna stvar, ali 21. srpnja 1208. Filipa Švapskog ubio je u Bambergu bavarski grof Otto VIII. von Wittelsbach, koji je bio zaručen upravo s Beatriks, a zaruke su sada bile raskinute:
„...kad je već prije spomenuti grof, koji se već davno u srcu odlučio na zlo djelo, došao ovamo, zatražio je i dobio dopuštenje za ulaz. Ovdje je izvukao mač, praveći se kao da izigrava ludu, i kad se ukazala prilika ranio kralja u području vrata i odmah pobjegao. I od posljedica toga ranjavanja izgubio je isti (kralj) život...“
(Annalen von Marbach za godinu 1208.)
Kralj Filip Švapski ispočetka je pokopan u katedrali u gradu Bambergu, a 1213. njegovo tijelo premješteno je katedralu u Speyeru gdje i danas počiva kao jedini od osam sinova cara Fridrika Barbarosse pokraj svoje majke Beatriks Burgundske.
Dugo se smatralo sigurnim da je Otto von Wittelsbach ubio Filipa Švapskog zbog osobnih razloga (raskid zaruka s njegovom kćeri). U najnovije vrijeme povjesničar Bernd Ulrich Hucker zastupa tezu da je Otto von Wittelsbach bio dio opsežne urote protiv Filipa Švapskog. Ta teza međutim nije našla na odjek jer proturječi raspoloživim podacima iz suvremenih izvora.